# Tipula plitviciensis
Tipula plitviciensis är en tvåvingeart som beskrevs av Simova 1962. Tipula plitviciensis ingår i släktet Tipula och familjen storharkrankar. Inga underarter finns listade i Catalogue of Life.